# The Saint in New York

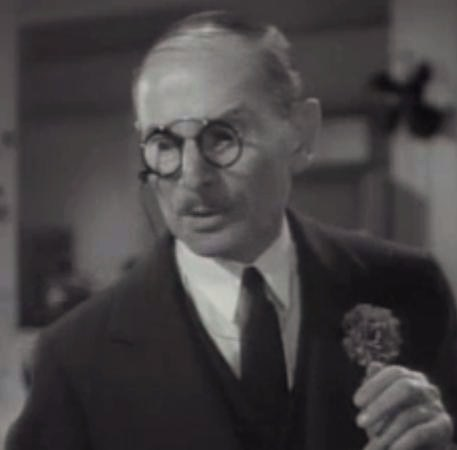
Charles Halton já era um ator respeitado no teatro quando foi tentar a sorte em Hollywood. Sua carreira firmou-se na década de 1930 e terminou em 1958, em séries de TV. Ele morreu no ano seguinte.

The Saint in New York (Brasil: O Santo em Nova York / Portugal: Sombras de Nova Iorque) é um filme estadunidense de 1938, do gênero drama policial, dirigido por Ben Holmes e estrelado por Louis Hayward e Kay Sutton. Este é o primeiro, e um dos melhores, da série iniciada pela RKO e que teria um total de nove títulos. A série é considerada a mais importante do estúdio, depois dos filmes da dupla Fred Astaire-Ginger Rogers.
O filme é uma adaptação extremamente fiel do romance homônimo de Leslie Charteris, autor de mais de meia centena de obras com as aventuras do detetive Simon Templar, o Santo.
Hayward atuou neste e no último exemplar da série -- The Saint's Girl Friday, 1954 --, mas foi George Sanders quem mais se identificou com o personagem, pois interpretou este Robin Hood moderno cinco vezes (Hugh Sinclair estrelou os outros dois).
Segundo Leonard Maltin, a produção foi planejada inicialmente para marcar a estreia de Alfred Hitchcock nos Estados Unidos; entretanto, ela acabou nas mãos elegantes do artesão Ben Holmes, que colheu os frutos de seu grande sucesso nas bilheterias.

## Sinopse
O Santo deixa a América do Sul e chega a Nova Iorque com a missão de por fim às atividades de seis criminosos, que ele descobre serem comandados pelo maquiavélico "Big Fellow", o chefão do submundo novaiorquino. Ele tem carta branca do Inspetor Henry Fernack, que promete não questionar seus métodos.

## Elenco
| Ator/Atriz       | Personagem             |
| ---------------- | ---------------------- |
| Louis Hayward    | Simon Templar, o Santo |
| Kay Sutton       | Fay Edwards            |
| Sig Rumann       | Hutch Rellin           |
| Jonathan Hale    | Inspetor Henry Fernack |
| Jack Carson      | Red Jenks              |
| Paul Guilfoyle   | Hymie Fanro            |
| Frederick Burton | William Valcross       |
| Ben Welden       | Boots Papinoff         |
| Charles Halton   | Vincent Nather         |
| Cliff Bragdon    | Sebastian Lipke        |